# Рат против нарко-картела у Мексику
Рат против нарко-картела у Мексику је оружани сукоб између ривалских нарко-картела који се боре за регионалну контролу с једне стране, и снага Владе Мексика с друге стране. Владин главни циљ је био да се заустави са дрогом повезано насиље које је беснело између ривалских нарко картела у Мексику пре него што је дошло до интервенције владе. Осим тога, Влада Мексика је истакла како је њен главни циљ уништавање моћних нарко картела, а не трговине дрогом, што је остављено званичницима Сједињених Држава.
Мексички нарко картели или организације за трговину дрогом постоје већ неколико деценија, међутим, постали су моћнији од пада колумбијских картела Кали и Медељин током деведесетих година двадесетог века. Мексички нарко картели данас доминирају нелегалним тржиштем дроге у Сједињеним Државама. Хапшења кључних вођа картела, поготово у картелима из Тихуане и Залива, су довела до пораста насиља јер су картели започели борбу за контролу над рутама којима се дрога кријумчари у Сједињене Државе.
Процена америчког Министарства правде је да је свеукупна зарада од незаконите продаје дроге између 13,6 и 48,4 милијарде долара годишње. Мексички кријумчари дроге све чешће кријумчаре новац назад у Мексико у возилима која се враћају за Мексико, вероватно услед ефикасности америчких напора у праћењу електронског трансфера новца.

## Историја
Мексико је, услед свог географског положаја, дуго био важна тачка у транспорту наркотика, илегалних имиграната и друге забрањене робе у Сједињене Државе из Мексика, Јужне Америке и других делова света. Током 1980-их и раних 1990-их, Колумбијац Пабло Ескобар је био главни извозник кокаина у Сједињене Државе. Када су власти појачале контролу у јужној Флориди и на Карибима, колумбијске криминалне организације су успоставиле сарадњу са мексичким кријумчарима дроге како би кроз Мексико пребацивали кокаин у Сједињене Државе.
Ово није било тешко спровести јер је Мексико већ дуго времена био главни извор хероина и канабиса за САД, и трговци дрогом из Мексика су већ имали успостављену инфраструктуру која је била спремна да услужи колумбијске трговце дрогом. До средине 1980-их, организације из Мексика су већ уходане и поуздан партнер у транспорту колумбијског кокаина. Испрва су мексичке банде за своје услуге биле исплаћиване у кешу, али средином 1980-их, мексичке кријумчарске организације и колумбијски трговци дрогом су договорили плаћање у роби. Кријумчарима из Мексика је обично давано 35% до 50% од сваке испоруке кокаина. Ово је значило да су мексичке организације почеле да се баве и дистрибуцијом а не само кријумчарењем кокаина, чиме су и саме постале значајни трговци дрогом. Тренутно, картел Синалоа и Заливски картел контролишу транспорт кокаина из Колумбије на тржишта широм света.
Временом се баланс моћи између различитих мексичких картела мења и нови картели се појављују док стари слабе и пропадају. Промене у систему, као што су хапшења или смрт вођа картела, доводе до крвопролића јер ривали покушавају да искористе настали вакуум. Ови вакууми у власти унутар картела понекад настају успешним акцијама владиних снага против одређеног картела, па стога картели често покушавају да искористе владине снаге против ривалских организација, било давањем мита мексичким званичницима како би покренули акцију против супарника, било одавањем обавештајних података о операцијама супарничких група мексичкој влади или америчкој Управи за сузбијање дроге.
Борбе између ривалских картела су пуном снагом почеле након хапшења Мигела Ангела Феликса Гаљарда 1989. године, који је водио кокаински бизнис у Мексику. Крајем 1990-их је дошло до затишја у насиљу, али се стање од 2000. константно погоршава.

### Председник Висенте Фокс
Насиље се погоршало од 2000. Тадашњи председник Висенте Фокс ја послао малобројне снаге у Нуево Ларедо, Тамаулипас, на америчко-мексичкој граници, како би се борили са картелима. Ове снаге нису имале пуно успеха. Процењује се да је око 110 људи погинуло само у Нуево Лареду од јануара до августа 2005. услед борби између Заливског и картела Синалоа. 2005. је дошло до скока нивоа насиља пошто је картел Ла Фамилија Мичоакана покушао да започне посао у Мичоакану.

### Председник Фелипе Калдерон
Насиље између картела је започело знатно пре него што је почео рат, али влада је била прилично пасивна према том проблему токмо 1990-их и раних 2000-их. То се променило 11. децембра 2006, кад је новоизабрани председник Фелипе Калдерон послао 6.500 припадника федералних снага у државу Мичоакан како би зауставио насиље тамошњих картела. Ова акција се сматра првом великом операцијом против организованог криминала, и опште се узима као почетак рата између владе и нарко картела. Како је време протицало, Калдерон је наставио да појачава своју кампању против дроге, у коју је сада укључено 45.000 војника, уз снаге државних и федералне полиције. 2010. Калдерон је рекао како картели покушавају да „замене владу“ и „покушавају да наметну монопол силом оружја, и чак покушавају да наметну сопствене законе“.

### Ескалација
У априлу 2008. генерал Серђо Апонте, особа задужена за кампању против трговине дрогом у држави Доња Калифорнија, је изнео бројне оптужбе о корупцији против полицијских снага у овом региону. Између осталог, Апонте је изјавио како верује да је одред који се бори против киднаповања у Доњој Калифорнији у ствари тим који спроводи киднаповања и који сарађује са криминалним бандама, и да трговци дрогом користе потплаћене полицијске јединице као своје телохранитеље. Ове оптужбе су сугерисале да напредак борбе против нарко-картела у Мексику отежавају мито, застрашивања и корупција.
Дана 26. априла 2008. је дошло до велике битке између припадника картела Тихуана и Синалоа у граду Тихуана у Доњој Калифорнији. Погинуло је 17 људи. Ова битка је довела и до забринутости да би насиље могло да се прелије у Сједињене Државе, јер су Тихуана и бројна друга погранична места постала жаришта насиља у рату. У септембру 2008. у бомбашким нападима у Морелији, за које су осумњичени припадници картела, је погинуло осам цивила, а повређено их је више од 100.
У марту 2009, председник Калдерон је послао додатних 5.000 војника у Сијудад Хуарез. Америчко Министарство за домовинску безбедност је такође издало саопштење како разматра коришћење Националне гарде како би се онемогућило преливање насиља из Мексика у Сједињене Државе. Гувернери Аризоне и Тексаса су од савезне владе затражили додатне трупе Националне гарде које би помогле онима које већ пружају подршку локалним органима реда у борби против трговине дрогом.
Према америчком Националном обавештајном центру о дроги, мексички картели су главни кријумчари и веледистрибутери јужноамеричког кокаина и мексичког канабиса, метамфетамина и хероина. Мексички картели постоје већ дуже времена, али је њихова моћ почела да расте задњих година када је дошло до опадања моћи колумбијских картела Медељин и Кали. Затварање кријумчарске руте кокаина кроз Флориду је такође преусмерило пут кокаина кроз Мексико, што је повећало улогу мексичких картела у трговини кокаином. Мексички нарко-картели шире контролу над дистрибуцијом ових дрога у областима које су раније контролисале колумбијске и доминиканске криминалне групе, и верује да се сада контролишу већину тржишта Сједињених Држава.
Мексички нарко-картели више нису само посредници за колумбијске произвођаче, већ су сада моћни синдикати организованог криминала који доминирају у трговини наркотицима у Северној и Јужној Америци. По извештајима ФБИ, мексички картели се баве само велепродајом док малопродају наркотика остављају уличним бандама. Мексички нарко-картели наводно истовремено раде и са више банди у истој области и тврде како се не сврставају на стране у америчким обрачунима банди.
Мексички нарко-картели контролишу велике области мексичке територије и на десетине општина, и имају све већи утицај на мексичку изборну политику. Они учествују у насилним борбама за контролу над територијама кроз које пролазе кључни кријумчарски коридори од Матамороса до Сан Дијега. Америчка Управа за сузбијање дроге у својим извештајима јавља да су мексички нарко-картели који данас оперишу дуж америчко-мексичке границе много софистициранији и опаснији од било које организоване криминалне групе са којом су се америчке снаге безбедности сусретале у својој историји. Нарко-картели користе бацаче граната, аутоматско оружје, панцире а понекада и шлемове. Неке групе користе и импровизоване експлозивне направе.
Број жртава се током времена јако брзо повећава. По извештају Стратфора, број убистава повезаних са дрогом током 2006. и 2007. (2.119 и 2.275) се више него удвостручио 2008. године (5.207), а и током наредне две године се значајно повећавао, од 6.598 током 2009. на преко 11.000 током 2010.

### Извори дроге
Мексико има велики удео у производњи и транзиту дроге. Главни је снабдевач тржишта Сједињених Држава канабисом и велики снабдевач метамфетамином. Готово 50% прихода картела долази од канабиса. Иако Мексико има мали удео у светској производњи хероина, из њега долази велики удео хероина на тржишту Сједињених Држава. Нарко-картели у Мексику контролишу приближно 70% наркотика који из иностранства улазе у Сједињене Државе.
По проценама америчког Стејт департмента, 90% кокаина који улази у Сједињене Државе пролази кроз Мексико, а главни произвођач кокаина је Колумбија, коју прате Боливија и Перу. Извештаји наводе да је Венецуела очигледно постала важна тачка у транспорту наркотика који се производе у Колумбији.

## Мексички картели

### Порекло
Сви мексички нарко-картели воде порекло од бившег агента мексичке федералне полиције, Мигела Ангела Феликса Гаљарда („Кума“), који је током 1980-их контролисао целокупну илегалну трговину дрогом у Мексику и коридоре преко мексичко-америчке границе. Посао је започео кријумчарећи марихуану и опијум у Сједињене Државе, и био је први мексички нарко-вођа који се повезао са колумбијским кокаинским картелима током 1980-их. Помоћу својих веза, Феликс Гаљардо је успоставио сарадњу са картелом Медељин, којим је управљао Пабло Ескобар. Ово му није било тешко јер је Гаљардо већ успоставио инфраструктуру која је била спремна за колумбијске трговце дрогом.
У то доба није било картела у Мексику. Феликс Гаљардо је био вођа мексичких нарко-вођа. Надгледао је све операције; постојали су само он, његови сарадници и политичари који су му продавали заштиту. Феликс Гаљардо се трудио да се не истиче и 1987. се преселио са својом породицом у Гвадалахару.
По Питеру Дејлу Скоту, картел Гвадалахара, је напредовао у великој мери зато што је уживао заштиту Федералне дирекције за безбедност (ДФС), под вођством њеног шефа Мигела Насара Ароа (шп. Miguel Nassar Haro), који је радио за ЦИА.
„Кум“ је тада одлучио да подели послове које је контролисао, како би били ефикаснији и како би било мање вероватно да све активности пропадну у једном удару снага безбедности. На неки начин, он је приватизовао мексичку трговину дрогом и слао ју је назад у подземље како би њоме управљали шефови који су били мање познати, или уопште нису били познати Управи за сузбијање дроге. Феликс Гаљардо „Кум“ је окупио главне мексичке трговце дрогом у кући у одмаралишту Акапулку и том приликом је извршио расподелу територија. Рута преко Тихуане је додељена браћи Арељано Феликс. Рута преко Сијудад Хуареза је додељена породици Кариљо Фуентес. Мигел Каро Кинтеро је добио коридор Сонора. Контрола над коридором Матаморос, Тамаулипас - тада настајућем Заливском картелу - је остављена Хуану Гарсији Абрегу. Хоакин Гузман Лоера и Исмаел Замбада Гарсија су преузели операције на пацифичкој обали, од чега је настао картел Синалоа. Гузман и Замбада су у посао вратили ветерана Хектора Луиса Палму Салазара. Феликс Гаљардо је и даље планирао да надгледа операције на нивоу целе државе, јер је поседовао значајне везе, али не би више имао контролу над свим детаљима вођених послова.
Феликс Гаљардо је ухапшен 8. априла 1989. Нова хапшења, похлепа и тежња за влашћу су стимулисали сукобе између новоформираних и одскора независних картела.

### Тренутни картели
Савези и споразуми између нарко-картела су крхке природе, напети и привремени. Од фебруара 2010, главни картели су били подељени у две фракције, једну окупљену око картела Хуарез, Тихуана, Лос Зетас и Картел Белтран-Лејва; и другу окупљену око Заливског картела, картела Синалоа и Ла Фамилија.
Мексички нарко-картели су повећали сарадњу са америчким уличним и затворским бандама како би проширили своје дистрибутивне мреже унутар Сједињених Држава.